# 2002-es labdarúgó-világbajnokság-selejtező (UEFA – 4. csoport)
A 2002-es labdarúgó-világbajnokság európai 4. selejtezőcsoportjának mérkőzéseit, és a csoport végeredményét tartalmazó lapja. A csoportban körmérkőzéses, oda-visszavágós rendszerben játszottak egymással a labdarúgó-válogatottak. A csoportelső automatikus résztvevője lett a 2002-es labdarúgó-világbajnokságnak.
A csoportban Azerbajdzsán, Macedónia, Moldova, Svédország, Szlovákia és Törökország szerepelt.
A csoportot Svédország nyerte és kijutott a 2002-es világbajnokságra, a második helyet pedig Törökország szerezte meg és játszhatott pótselejtezőt. 

## Tabella
| Hely. | Csapat       | M  | Gy | D | V | G+ | G– | Gk  | P  | Továbbjutás                         |     | Svédország | Törökország | Szlovákia | Észak-Macedónia | Moldova | Azerbajdzsán |
| ----- | ------------ | -- | -- | - | - | -- | -- | --- | -- | ----------------------------------- | --- | ---------- | ----------- | --------- | --------------- | ------- | ------------ |
| 1.    | Svédország   | 10 | 8  | 2 | 0 | 20 | 3  | +17 | 26 | Kijutott a 2002-es világbajnokságra |     | —          | 1–1         | 2–0       | 1–0             | 6–0     | 3–0          |
| 2.    | Törökország  | 10 | 6  | 3 | 1 | 18 | 8  | +10 | 21 | Továbbjutott a második fordulóba    |     | 1–2        | —           | 1–1       | 3–3             | 2–0     | 3–0          |
| 3.    | Szlovákia    | 10 | 5  | 2 | 3 | 16 | 9  | +7  | 17 |                                     |     | 0–0        | 0–1         | —         | 2–0             | 4–2     | 3–1          |
| 4.    | Macedónia    | 10 | 1  | 4 | 5 | 11 | 18 | −7  | 7  |                                     | 1–2 | 1–2        | 0–5         | —         | 2–2             | 3–0     |              |
| 5.    | Moldova      | 10 | 1  | 3 | 6 | 6  | 20 | −14 | 6  |                                     | 0–2 | 0–3        | 0–1         | 0–0       | —               | 2–0     |              |
| 6.    | Azerbajdzsán | 10 | 1  | 2 | 7 | 4  | 17 | −13 | 5  |                                     | 0–1 | 0–1        | 2–0         | 1–1       | 0–0             | —       |              |

## Mérkőzések
| 2000. szeptember 2. 20:45 UTC+5 |

| Azerbajdzsán | 0–1         | Svédország      |
| ------------ | ----------- | --------------- |
|              | Jegyzőkönyv | A. Svensson 10' |

| Tofik Bahramov Stadion, Baku Nézőszám: 15,000 Játékvezető: Roelof Luinge (holland) |

| 2000. szeptember 2. 20:30 UTC+3 |

| Törökország       | 2–0         | Moldova |
| ----------------- | ----------- | ------- |
| Okan 45' Emre 75' | Jegyzőkönyv |         |

| Ali Sami Yen stadion, Isztambul Nézőszám: 17,600 Játékvezető: Günter Benkö (osztrák) |

| 2000. szeptember 3. 20:15 UTC+2 |

| Szlovákia                      | 2–0         | Macedónia |
| ------------------------------ | ----------- | --------- |
| Stavrevski 3' (öngól) Demo 74' | Jegyzőkönyv |           |

| Tehelné pole, Pozsony Nézőszám: 4,011 Játékvezető: Alain Hamer (luxemburgi) |

| 2000. október 6. 20:00 UTC+2 |

| Macedónia                   | 3–0         | Azerbajdzsán |
| --------------------------- | ----------- | ------------ |
| Hrisztov 34' 45' Beqiri 75' | Jegyzőkönyv |              |

| Gradski stadion, Szkopje Nézőszám: 3,500 Játékvezető: Knud Erik Fisker (dán) |

| 2000. október 7. 16:00 UTC+2 |

| Svédország  | 1–1         | Törökország             |
| ----------- | ----------- | ----------------------- |
| Larsson 69' | Jegyzőkönyv | Tayfur 90+1' (11-esből) |

| Nya Ullevi, Göteborg Nézőszám: 42,152 Játékvezető: Hellmut Krug (német) |

| 2000. október 7. 18:00 UTC+3 |

| Moldova | 0–1         | Szlovákia      |
| ------- | ----------- | -------------- |
|         | Jegyzőkönyv | Németh Sz. 79' |

| Köztársasági Stadion, Chișinău Nézőszám: 3,500 Játékvezető: Fritz Stuchlik (osztrák) |

| 2000. október 11. 20:00 UTC+5 |

| Azerbajdzsán | 0–1         | Törökország |
| ------------ | ----------- | ----------- |
|              | Jegyzőkönyv | Şükür 73'   |

| Tofik Bahramov Stadion, Baku Nézőszám: 24,000 Játékvezető: Alan Snoddy (északír) |

| 2000. október 11. 20:00 UTC+3 |

| Moldova | 0–0         | Macedónia |
| ------- | ----------- | --------- |
|         | Jegyzőkönyv |           |

| Köztársasági Stadion, Chișinău Nézőszám: 3,000 Játékvezető: Arturo Dauden Ibarra (spanyol) |

| 2000. október 11. 20:15 UTC+2 |

| Szlovákia | 0–0         | Svédország |
| --------- | ----------- | ---------- |
|           | Jegyzőkönyv |            |

| Tehelné pole, Pozsony Nézőszám: 11,227 Játékvezető: Hugh Dallas (skót) |

| 2001. március 24. 16:00 UTC+4 |

| Azerbajdzsán | 0–0         | Moldova |
| ------------ | ----------- | ------- |
|              | Jegyzőkönyv |         |

| Tofik Bahramov Stadion, Baku Nézőszám: 20,000 Játékvezető: Wolfgang Stark (német) |

| 2001. március 24. 16:00 UTC+1 |

| Svédország      | 1–0         | Macedónia |
| --------------- | ----------- | --------- |
| A. Svensson 43' | Jegyzőkönyv |           |

| Nya Ullevi, Göteborg Nézőszám: 22,106 Játékvezető: Jan Wegereef (holland) |

| 2001. március 24. 20:00 UTC+2 |

| Törökország          | 1–1         | Szlovákia     |
| -------------------- | ----------- | ------------- |
| Şükür 55' (11-esből) | Jegyzőkönyv | Tomaschek 68' |

| Ali Sami Yen stadion, Isztambul Nézőszám: 22,000 Játékvezető: Ryszard Wójcik (lengyel) |

| 2001. március 28. 17:00 UTC+2 |

| Szlovákia                      | 3–1         | Azerbajdzsán           |
| ------------------------------ | ----------- | ---------------------- |
| Németh Sz. 1' 10' Meszároš 57' | Jegyzőkönyv | Vasilyev 3' (11-esből) |

| FC Spartak stadion, Nagyszombat Nézőszám: 8,000 Játékvezető: Kósztasz Kapitanísz (ciprusi) |

| 2001. március 28. 20:00 UTC+2 |

| Macedónia        | 1–2         | Törökország                             |
| ---------------- | ----------- | --------------------------------------- |
| T. Micevszki 20' | Jegyzőkönyv | I. Mitreski 68' (öngól) Ümit Davala 70' |

| Gradski stadion, Szkopje Nézőszám: 8,000 Játékvezető: Claude Colombo (francia) |

| 2001. március 28. 21:00 UTC+3 |

| Moldova | 0–2         | Svédország      |
| ------- | ----------- | --------------- |
|         | Jegyzőkönyv | Allbäck 86' 90' |

| Köztársasági Stadion, Chișinău Nézőszám: 7,000 Játékvezető: Laurent Duhamel (francia) |

| 2001. június 2. 18:00 UTC+2 |

| Svédország      | 2–0         | Szlovákia |
| --------------- | ----------- | --------- |
| Allbäck 45' 51' | Jegyzőkönyv |           |

| Råsunda Stadion, Stockholm Nézőszám: 34,320 Játékvezető: José García-Aranda (spanyol) |

| 2001. június 2. 20:00 UTC+3 |

| Törökország                   | 3–0         | Azerbajdzsán |
| ----------------------------- | ----------- | ------------ |
| Tayfun 2' Oktay 29' Şükür 34' | Jegyzőkönyv |              |

| İnönü stadion, Isztambul Nézőszám: 17,386 Játékvezető: Juan Ansuátegui Roca (spanyol) |

| 2001. június 2. 20:00 UTC+2 |

| Macedónia                           | 2–2         | Moldova                   |
| ----------------------------------- | ----------- | ------------------------- |
| Šakiri 20' (11-esből) M. Krstev 65' | Jegyzőkönyv | Pogreban 10' Barburoş 72' |

| Gradski stadion, Szkopje Nézőszám: 2,000 Játékvezető: Jack van Hulten (holland) |

| 2001. június 6. 19:00 UTC+5 |

| Azerbajdzsán              | 2–0         | Szlovákia |
| ------------------------- | ----------- | --------- |
| Vasilyev 26' Tağizade 55' | Jegyzőkönyv |           |

| Tofik Bahramov Stadion, Baku Nézőszám: 10,000 Játékvezető: Nicolai Vollquartz (dán) |

| 2001. június 6. 20:30 UTC+3 |

| Törökország       | 3–3         | Macedónia                                 |
| ----------------- | ----------- | ----------------------------------------- |
| Alpay 43' 58' 75' | Jegyzőkönyv | Šakiri 7' Serafimovski 20' Nikolovski 62' |

| Bursa Atatürk stadion, Bursa Nézőszám: 18,000 Játékvezető: Pasquale Rodomonti (olasz) |

| 2001. június 6. 20:15 UTC+2 |

| Svédország                                                                             | 6–0         | Moldova |
| -------------------------------------------------------------------------------------- | ----------- | ------- |
| Larsson 38' (11-esből) 58' 68' (11-esből) 79' (11-esből) Alexandersson 74' Allbäck 77' | Jegyzőkönyv |         |

| Nya Ullevi, Göteborg Nézőszám: 30,233 Játékvezető: Steve Dunn (angol) |

| 2001. szeptember 1. 17:30 UTC+3 |

| Moldova                     | 2–0         | Azerbajdzsán |
| --------------------------- | ----------- | ------------ |
| Cleşcenco 19' Covalciuc 88' | Jegyzőkönyv |              |

| Köztársasági Stadion, Chișinău Nézőszám: 4,800 Játékvezető: Vaszil Melnicsuk (ukrán) |

| 2001. szeptember 1. 19:45 UTC+2 |

| Szlovákia | 0–1         | Törökország |
| --------- | ----------- | ----------- |
|           | Jegyzőkönyv | Şükür 34'   |

| Tehelné pole, Pozsony Nézőszám: 8,783 Játékvezető: Vítor Melo Pereira (portugál) |

| 2001. szeptember 1. 20:00 UTC+2 |

| Macedónia    | 1–2         | Svédország                   |
| ------------ | ----------- | ---------------------------- |
| Načevski 63' | Jegyzőkönyv | Larsson 28' P. Andersson 33' |

| Gradski stadion, Szkopje Nézőszám: 8,000 Játékvezető: Nyikolaj Levnyikov (orosz) |

| 2001. szeptember 5. 19:00 UTC+5 |

| Azerbajdzsán  | 1–1         | Macedónia    |
| ------------- | ----------- | ------------ |
| İsmayilov 90' | Jegyzőkönyv | Trajanov 12' |

| Shafa stadion, Baku Nézőszám: 4,100 Játékvezető: Michael Ross (északír) |

| 2001. szeptember 5. 20:30 UTC+3 |

| Törökország | 1–2         | Svédország                     |
| ----------- | ----------- | ------------------------------ |
| Şükür 51'   | Jegyzőkönyv | Larsson 87' A. Andersson 90+1' |

| Ali Sami Yen stadion, Isztambul Nézőszám: 22,000 Játékvezető: Stefano Braschi (olasz) |

| 2001. szeptember 5. 19:45 UTC+2 |

| Szlovákia                                 | 4–2         | Moldova                  |
| ----------------------------------------- | ----------- | ------------------------ |
| P. Németh 54' Németh Sz. 59' Demo 64' 70' | Jegyzőkönyv | Cleşcenco 11' Rebeja 76' |

| FK Ozeta Dukla stadion, Trencsén Nézőszám: 3,000 Játékvezető: Mikko Vuorela (finn) |

| 2001. október 6. 21:15 UTC+3 |

| Moldova | 0–3         | Törökország                      |
| ------- | ----------- | -------------------------------- |
|         | Jegyzőkönyv | Emre Aşık 8' Nihat 79' İlhan 83' |

| Köztársasági Stadion, Chișinău Nézőszám: 5,000 Játékvezető: Frank De Bleeckere (belga) |

| 2001. október 7. 16:00 UTC+2 |

| Svédország                                             | 3–0         | Azerbajdzsán |
| ------------------------------------------------------ | ----------- | ------------ |
| A. Svensson 52' Larsson 60' (11-esből) Ibrahimović 69' | Jegyzőkönyv |              |

| Råsunda Stadion, Stockholm Nézőszám: 32,786 Játékvezető: Ryszard Wójcik (lengyel) |

| 2001. október 7. 19:00 UTC+2 |

| Macedónia | 0–5         | Szlovákia                                                |
| --------- | ----------- | -------------------------------------------------------- |
|           | Jegyzőkönyv | Reiter 28' Dzúrik 56' P. Németh 72' Pinte 80' Oravec 89' |

| Gradski stadion, Szkopje Nézőszám: 3,000 Játékvezető: Mike Riley (angol) |

## Góllövőlista
|  |  |